# 생방송 경남아 사랑해
《생방송 경남아 사랑해》는 MBC 경남 TV에서 방송했던 경남 지역 저녁 교양 정보 프로그램이었다.

## MC
| 대수 | 진행자        | 진행자        | 진행 기간                         | 비고  |
| 대수 | 남성          | 여성          | 진행 기간                         | 비고  |
| ---- | ------------- | ------------- | --------------------------------- | ----- |
| 1대  | 김형신        | 박윤희        | 2013년 9월 30일 ~ 2015년 2월 13일 |       |
| 2대  | 김형신        | 이다솔        | 2015년 2월 16일 ~ 일자미상        |       |
| 3대  | 김형신        | 이은민        | 일자미상 ~ 일자미상               |       |
| 4대  | 남두용        | 이다솔        | 일자미상 ~ 일자미상               |       |
| 5대  | 남두용        | 이은지        | 일자미상 ~ 일자미상               |       |
| 6대  | 남두용        | 백율희        | 일자미상 ~ 일자미상               |       |
| 7대  | 김용석        | 백율희        | 일자미상 ~ 2019년 3월 14일        | [ 1 ] |
| 8대  | 윤동현        | 백율희        | 2019년 3월 18일 ~ 2020년 5월 20일 | [ 2 ] |
| 9대  | 윤동현        | 이다슬        | 2020년 5월 27일 ~ 2020년 9월 2일  |       |
| 임시 | 남녀 성우     | 남녀 성우     | 2020년 9월 9일 ~ 2021년 3월 25일  |       |
| 10대 | 빈칸          | 백율희        | 2021년 4월 1일 ~ 2021년 6월 17일  |       |
| 임시 | 남녀 내레이션 | 남녀 내레이션 | 2021년 6월 21일 ~ 2021년 9월 14일 |       |

## 타이틀 변천사
| 기수 | 프로그램 타이틀                    | 방송 기간                         |
| ---- | ---------------------------------- | --------------------------------- |
| 1기  | 생방송 경남아 사랑해               | 2013년 9월 30일 ~ 2020년 1월 30일 |
| 2기  | 당신의 수요일 생방송 경남아 사랑해 | 2020년 2월 5일 ~ 2020년 9월 9일   |
| 3기  | 경남아 사랑해                      | 2020년 9월 24일 ~ 2021년 9월 14일 |

## 결방
- 2018년 8월 15일 : 2018년 광복절 특집 관계로 인하여 결방
- 2018년 8월 17일 ~ 2018년 8월 31일 : 2018 자카르타 아시안 게임으로 인하여 결방

## 경쟁 프로그램
- 생생투데이 사람과 세상 (KBS 창원 1TV)
- 굿모닝 투데이 (KNN TV)